# Stevan Tontić

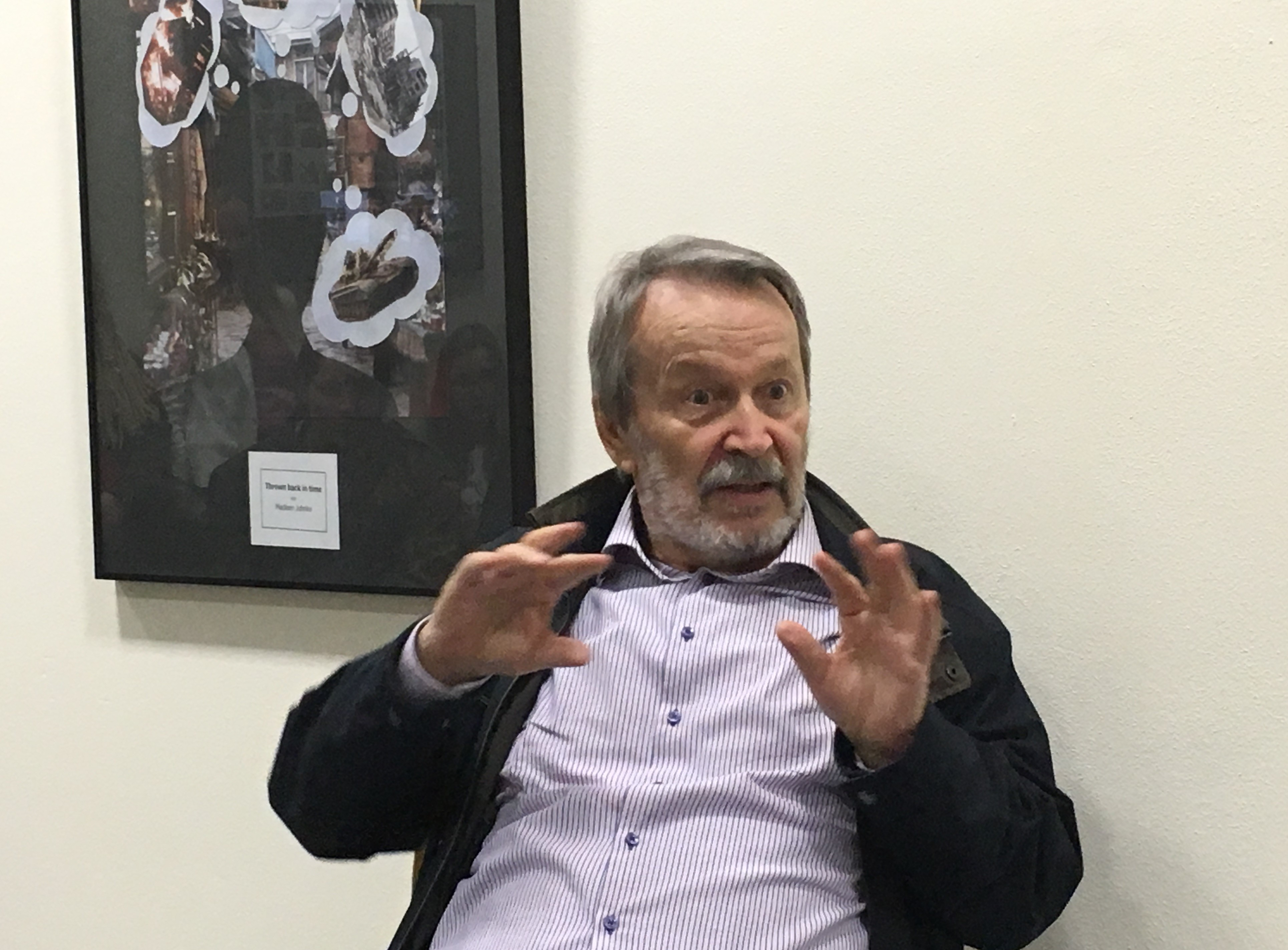
Stevan Tontic im Gespräch mit Jugendlichen in Oelsnitz/Erzgeb. (2019)

Stevan Tontić (* 30. Dezember 1946 in Grdanovci, Sanski Most; † 12. Februar 2022 in Novi Sad) war ein bosnischer Schriftsteller und Übersetzer.

## Leben und Wirken
Nach seiner Schulzeit studierte er Philosophie und Soziologie in Sarajevo. Nach den Studienjahren lebte er in Sarajevo und arbeitete er als Verlagslektor. Nach Beginn der Belagerung von Sarajevo 1992 blieb er als Serbe zunächst in der Stadt, verließ sie jedoch im Mai 1993 und ging nach Deutschland ins Exil, wo er bis 2001 blieb. Danach kehrte er nach Sarajevo zurück. In seiner Arbeit setzt er sich mit seinen Erfahrungen von Krieg und Exil auseinander.

## Werke (Auswahl)
- Handschrift aus Sarajevo, Gedichte, Landpresse, Weilerswist, 1998, ISBN 9783930137657
- Sonntag in Berlin, Autobiographische Erzählung, Verlag Landpresse (Ralf Liebe Verlag), Weilerswist, 2000, ISBN 9783930137749
- Im Auftrag des Wortes. Texte aus dem Exil, Textsammlung, Verlag Ralf Liebe, Weilerswist, 2004, ISBN 3935221398
- Mitlesebuch 91 - Stevan Tontić. Gedichte, mit Illustrationen von Lisa Stybor, Aphaia Verlag, Berlin, 2005
- Der tägliche Weltuntergang, Gedichte, Drava Verlag, Klagenfurt 2015, ISBN 9783854357568

## Auszeichnungen
- Horst-Bienek-Preis für Lyrik, 2000
- Hilde-Domin-Preis für Literatur im Exil, 2001
- Reiner-Kunze-Preis, 2019,[4]